# Casquette à trois ponts
La casquette à trois ponts, autrement appelée « casquette à pont » ou encore la « Desfoux », est une haute casquette de soie noire surmontée d’une calotte évasée et plus ou moins bouffante.
Essentiellement utilisée entre 1875 et le début du XXe siècle dans les métiers liés à la boucherie de l’agglomération parisienne ainsi que dans la campagne normande, elle fut également adoptée par les souteneurs parisiens des débuts de la Belle Époque, ce qui lui valut une popularité éphémère alimentée par la presse et par la caricature.

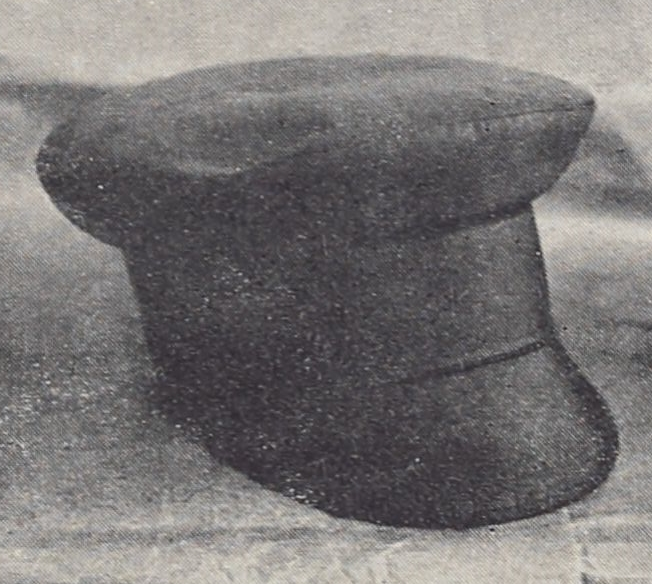
Une casquette à trois ponts photographiée vers 1890.

## Description

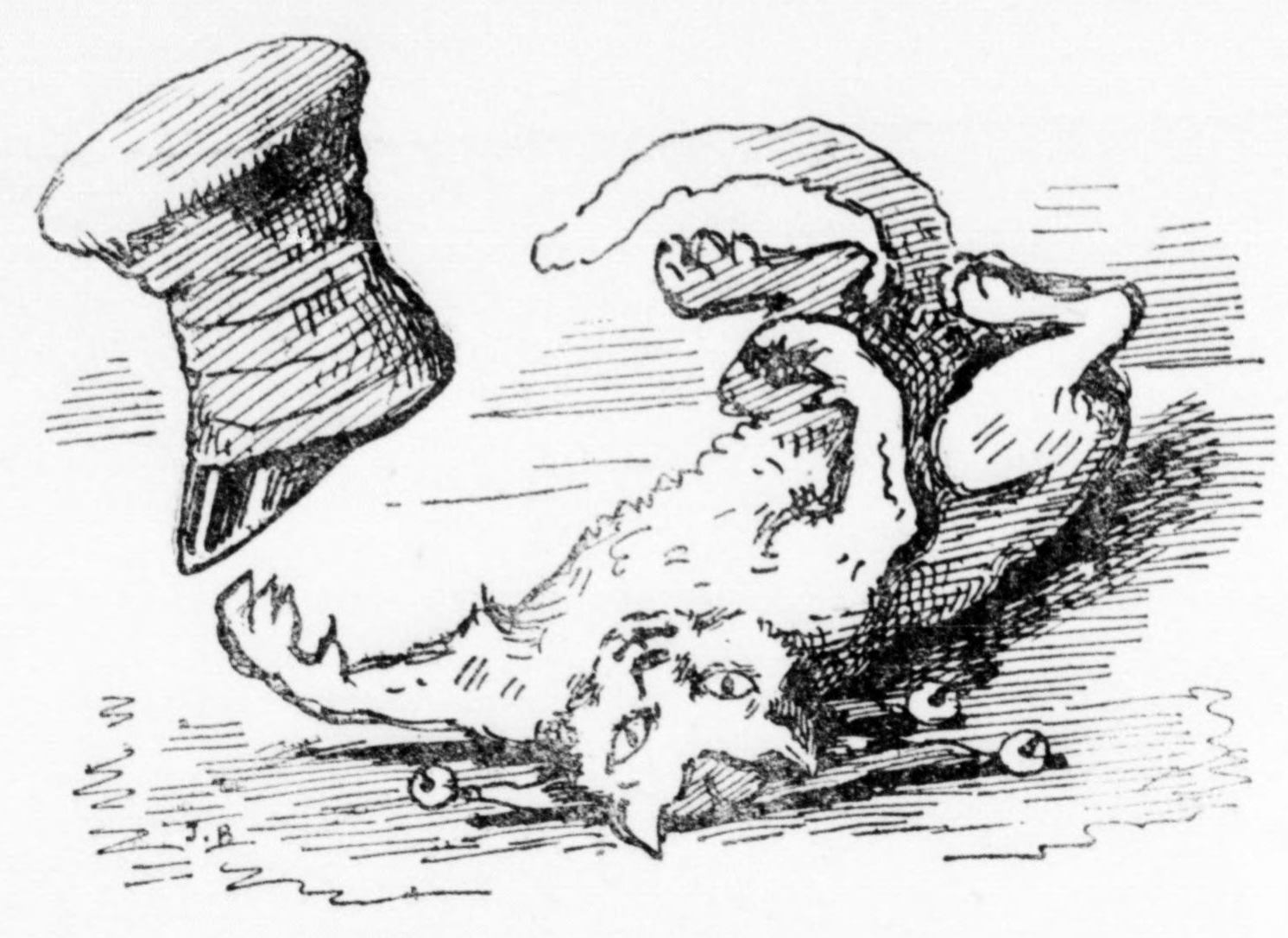
Illustration du journal satirique Le Triboulet (1879).

La casquette à trois ponts est une casquette de soie noire, souple et surélevée, coiffée d’une calotte relativement épaisse et bouffante qui lui donne une forme évasée à son sommet, munie d’une visière de cuir arrondie et abaissée sur le front. Son pourtour est généralement cannelé.
Elle se démarque surtout des autres types de casquettes par sa hauteur. Les fait-diversiers de l’époque évoquent des tailles allant de 20 à 50 centimètres. De hauteur variable, elle peut donc parfois atteindre une élévation conséquente, voire « monstrueuse », « aussi haute que la mitre de l’archevêque de Paris », écrit un contemporain.
L’écrivain Paul Arène la dépeint ainsi en 1881 :

« Non pas des casquettes de voyage, mais de ces terrifiantes casquettes, marque distinctive dans un certain monde, hautes et s’évasant comme la toque des juges qu’elles semblent parodier, à trois ponts comme les anciens vaisseaux de guerre, de ces casquettes qui, se dressant sur une tête, équivalent à un dossier. »

Comme le suggère cette description, le mot « pont » est une « allusion maritime » (selon l’expression de Lorédan Larchey), une métaphore comparant la hauteur du couvre-chef à celle des ponts superposés des navires.

## Historique

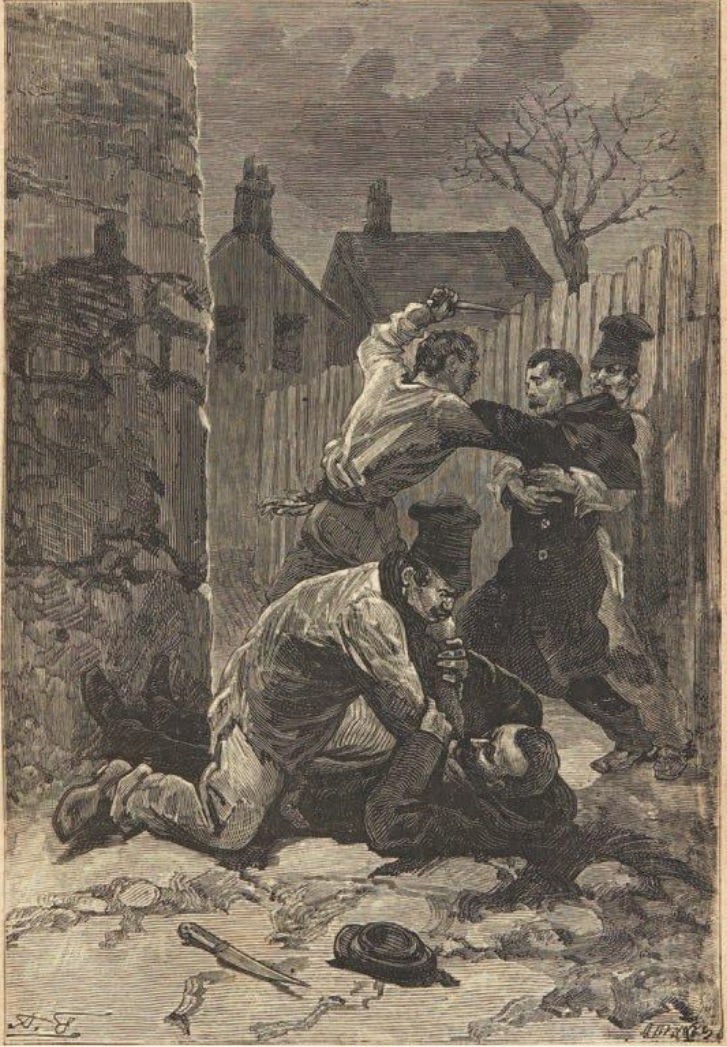
Malfaiteurs portant des casquettes à trois ponts.
Illustration d'Alexandre Ferdinandus publiée dans les Mémoires de Monsieur Claude, vers 1880.

Apparue au début de la Troisième République, la casquette a trois ponts a surtout connu son « heure de gloire » entre 1875 et la fin des années 1880, comme couvre-chef emblématique du « marlou » parisien, attribut vestimentaire rapidement transformé en stéréotype par la presse et la caricature. De manière moins « médiatique », elle a également servi de coiffe dans les métiers liés à la boucherie au nord de Paris ainsi que dans la campagne normande jusqu’au début du XXe siècle.

### La «Desfoux»
« On sait, de même que le chapeau mécanique s’appelle, du nom de son inventeur : Gibus, que la casquette à pont s’appelle : Desfoux. »

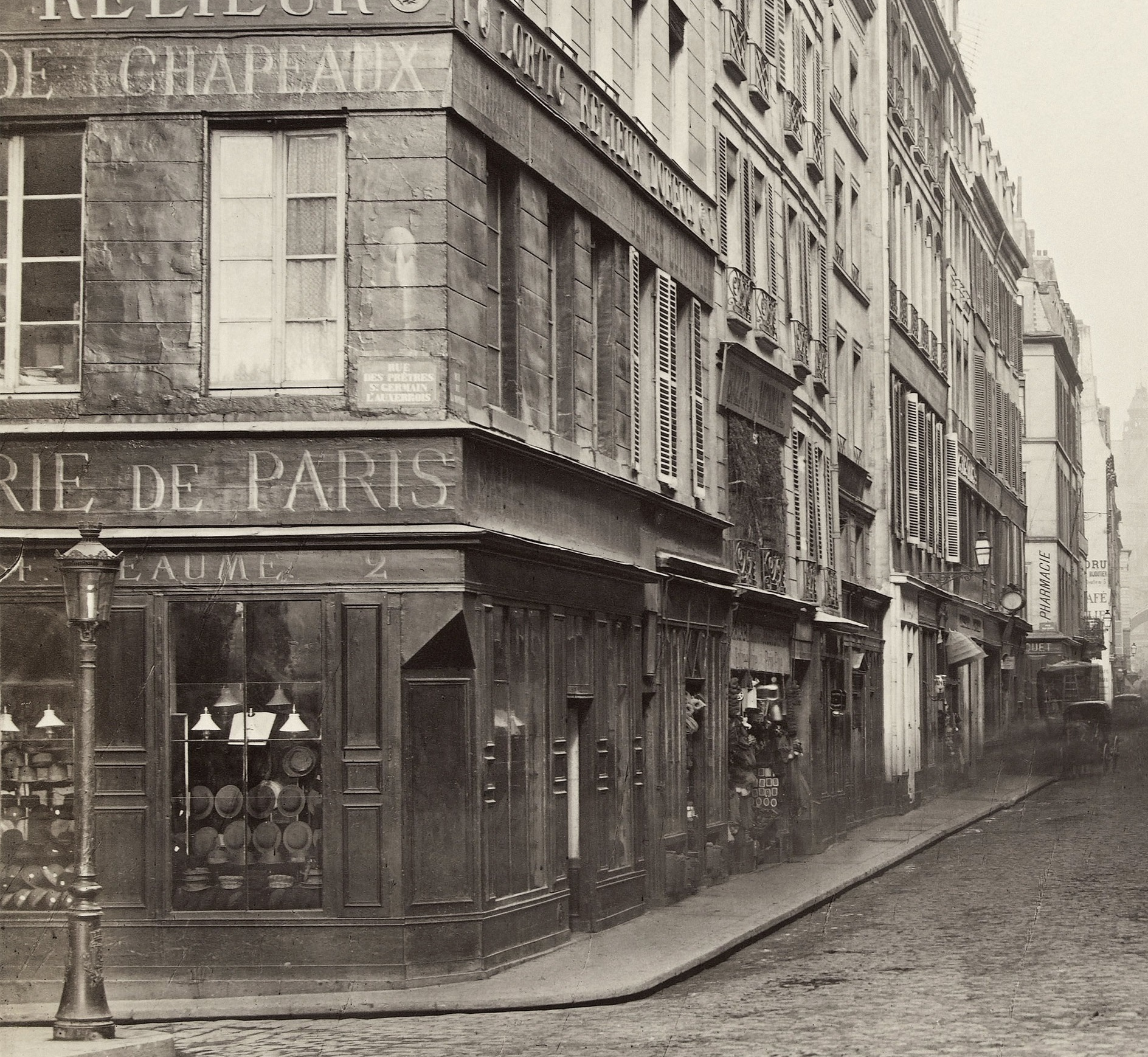
La chapellerie Desfoux vers 1865, détail d’une photographie de Charles Marville.

La paternité de la casquette à pont revient au chapelier parisien Desfoux, dont le commerce établi depuis le début des années 1850 se situait au n° 7 de la rue de la Monnaie, au débouché du Pont-Neuf. L’année précise de sa commercialisation n’est pas connue mais elle est attestable dès 1872.
Verlaine et son ami Edmond Lepelletier achetèrent une « trois ponts » chez Desfoux en vue d’une « promenade nocturne » déguisés en marlous, équipée à la fois comique et risquée qui les mena jusqu’au boulevard extérieur au milieu des prostituées « apostées le long des arbres » : « Quelques-unes, en passant, croyant sans doute nous reconnaître, et nous prenant pour des « aminches en ballade », nous faisaient des signes d’intelligence, auxquels nous répondions amicalement, d’un geste suffisamment protecteur ». Maupassant et Degas ont également possédé une Desfoux.
Le couvre-chef vendu par le chapelier acquit d’emblée un certain succès, au point d’être populairement appelé « la Desfoux ». Par apocope, ce nom s’est abrégé en « deffe », mot argotique qui survivra à la disparition de la « trois ponts » en prenant le sens général de « casquette ».
Le journaliste Émile Villemot s’amuse de cette antonomase populaire répandue chez les souteneurs, dans un article du Gil Blas paru en 1881 qui égratigne gentiment au passage l’Académie française :

« L’Académie française, obligée un jour de recevoir ce mot dans son dictionnaire, définira peut-être la Desfoux, « une coiffure pour homme à la mode dans la seconde moitié du dix-neuvième siècle ». Et un romancier peu scrupuleux écrira : « Le marquis était en gants blancs, en habit, et portait la Desfoux, qui était de rigueur à cette époque, toutes les fois qu’on allait dans le monde ». »

### Toucheurs de bétail et paysans normands

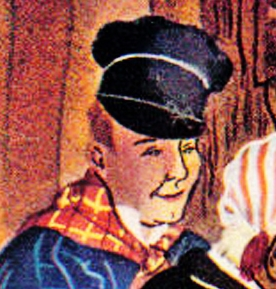
Casquette à pont normande.

La casquette à pont est adoptée par les laitiers et par les artisans et la main-d’oeuvre du marché aux bestiaux et des abattoirs de La Villette, qui se fournissent chez le chapelier Desfoux, : bouviers, bouchers en gros et « toucheurs » (conducteurs) de bétail, que Georges Chaudieu, ancien boucher devenu historien de la viande, décrit ainsi :

« Veste de cotte bleue cintrée à la taille, pantalons à pattes d’éléphant, cravatés de grands mouchoirs jaunes à carreaux et surélevés d’une haute casquette « à pont », ils sont la police des bestiaux. Ils parlent le langage des fortifs, un parler abrupt comme les fortifications qui cernent Paris et sur lesquelles La Villette est adossée. »

Par l’intermédiaire des toucheurs et des maquignons, elle se répand d’autre part dans la campagne normande où elle remplace progressivement le bonnet de coton traditionnel. Guy de Maupassant en a témoigné, ainsi dans la nouvelle La Bête à Maît' Belhomme écrite en 1885 :

« Tous portaient la blouse bleue par-dessus d’antiques et singulières vestes de drap noir ou verdâtre, vêtements de cérémonie qu’ils découvriraient dans les rues du Havre ; et leurs chefs étaient coiffés de casquettes de soie, hautes comme des tours, suprême élégance dans la campagne normande. »

La casquette à pont est couramment portée dans la campagne normande jusqu’au début du XXe siècle, après quoi le folklore en perpétue la tradition. Elle figure aujourd’hui parmi les chapeaux traditionnels portés par le groupe folklorique Blaudes et Coëffes.

### L’emblème du souteneur parisien

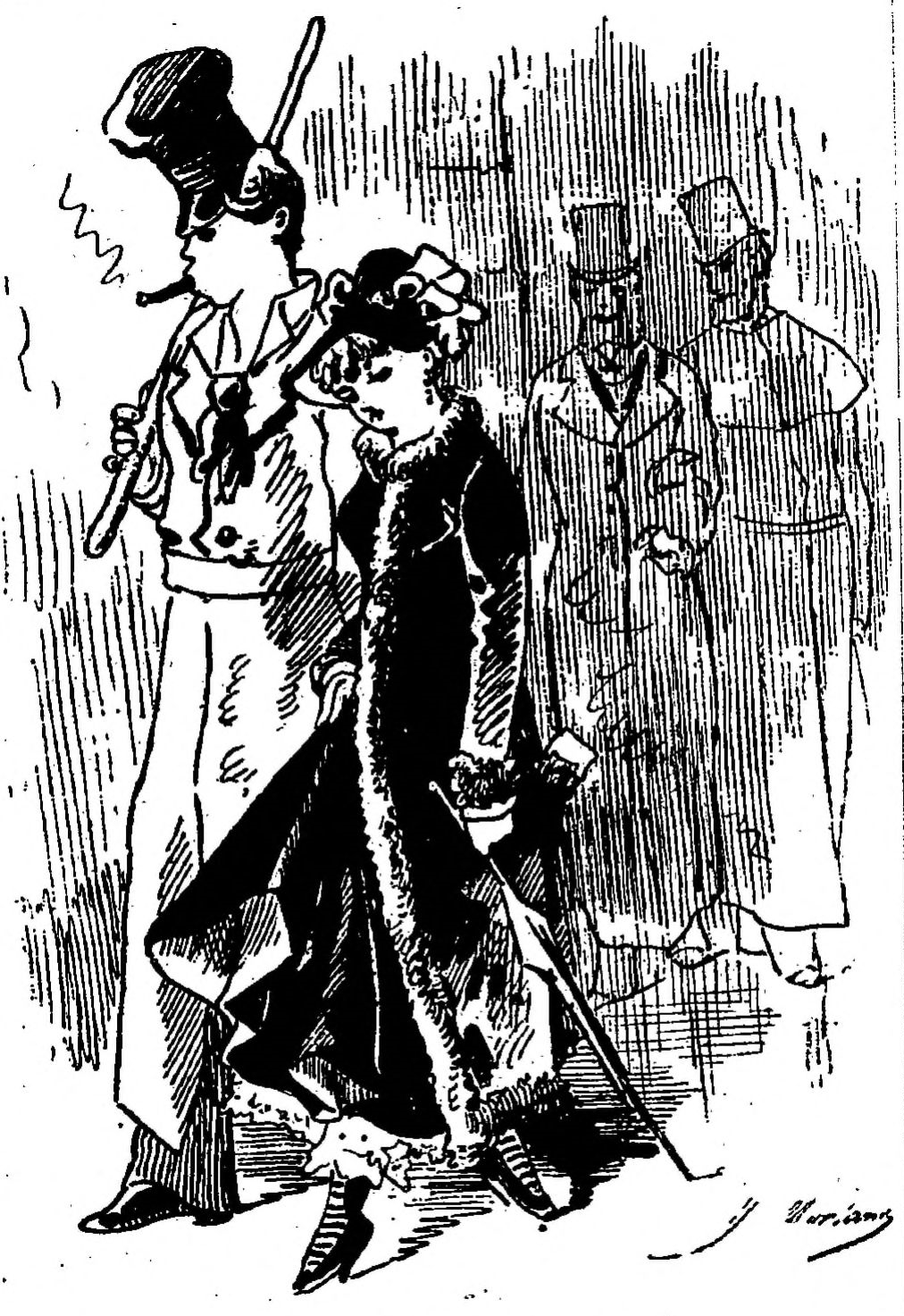
Souteneur et prostituée (1879).

C’est surtout à son adoption par les délinquants parisiens pratiquant le proxénétisme que la casquette à pont dut une popularité certaine bien qu’éphémère au début de la Belle Époque.

#### Les «Alphonses de barrière»
Surnommés les « Alphonses », les souteneurs de la capitale, dont l’activité se concentre sur les anciennes barrières d’octroi du « boulevard extérieur », ainsi que l’on nomme à l’époque le mur des Fermiers généraux, se démarquent alors par un code vestimentaire qui emprunte aux tenues des métiers populaires tout en se piquant d’élégance : pour Charles Virmaître, « le souteneur a ses fournisseurs attitrés qui s’évertuent tout comme Renard et Léon à inventer des modes nouvelles ». Le chapelier Desfoux, « fournisseur ordinaire des gentilshommes de la Villette », en fait partie.
Au milieu des années 1870, ce costume se compose grosso modo, outre de la casquette à trois ponts, d’un bourgeron ou d’une blouse généralement de couleur bleue semblable à celle des bouchers et toucheurs de La Villette, d’un foulard rouge élégamment noué autour du cou, d’espadrilles parfois appelées « pantoufles » et du pantalon à pattes d'éléphant à larges carreaux, créé par le tailleur parisien Auguste Bénard à peu près au même moment que la Desfoux. Les tempes du souteneur « fashionable » sont garnies de rouflaquettes disposées en accroche-cœurs.
La Desfoux succède chez les « marlous » à la patente, casquette de soie noire portée en biais sur la tempe, également appelée « la David » entre 1848 et 1855, du nom d’un autre chapelier parisien,.
Vers la fin des années 1880, la « deffe » commence à céder la place au chapeau melon et à la casquette plate,. Son abandon complet au cours des années 1890 correspond à un revirement chez les délinquants, qui délaissent les signes de reconnaissance trop ostentatoires et cherchent à se rendre plus discrets, entamant une évolution qui se prolongera durant l’entre-deux-guerres et que Jean Lacassagne résume en ces termes : « Ils ne doivent pas attirer l’attention sur eux par le port d’une casquette à trois ponts. Plus de foulard rouge et de larges pantalons à la Bruant. Par leur langage aussi, ils ne doivent pas se faire repérer de la police [...] ».
La presse des années 1890 se fait l’écho de cette évolution, ainsi selon un article paru en 1894 :

« Il fut un temps où les souteneurs - ceux du moins qui opèrent sur le trottoir - mettaient un légitime orgueil à se désigner eux-mêmes à l’admiration par une tenue particulière. La fameuse casquette à trois ponts n’est point une légende, non plus que la rouflaquette professionnelle [...] Mais le temps marche et le progrès le suit. Il y a aujourd’hui une difficulté réelle à distinguer certains souteneurs qui, ayant toutes les soifs, devaient finir par avoir soif de considérations. Ils dissimulent avec soin leurs nageoires. »

#### Caricature et cliché

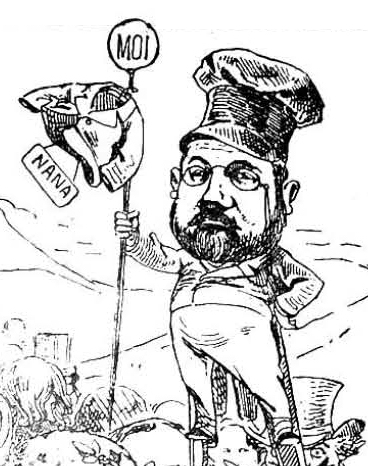
Émile Zola coiffé d’une casquette à pont (caricature de Hope, 1880.)

Avant que sa mode commence à s’essouffler, la casquette à trois ponts et les autres insignes du proxénète parisien (notamment la blouse et les rouflaquettes en accroche-cœur) deviennent de véritables stéréotypes alimentés par la presse (faits divers, chroniques judiciaires, caricatures), le roman-feuilleton, le théâtre de boulevard et la chanson. Des personnages en Desfoux décorent tavernes et lieux de détente de la capitale : célèbre enseigne du cabaret Au Lapin Agile peinte par André Gill, fresques du cabaret du Père Lunette, panneaux ornant les murs de l’Élysée Montmartre réalisés par le graveur Daveau.
L’« Alphonse de barrière » coiffé de la Desfoux devient très tôt un personnage récurrent de la caricature, apprécié entre autres par Pépin, J. Blass, André Gill, Albert Robida, Émile Cohl et Henri Demare.
Il s’agit d’une part de dessins purement humoristiques teintés d’esprit gaulois, et d’autre part de dessins satiriques : la casquette à pont affuble notamment la tête d’Émile Zola (par allusion à Nana la demi-mondaine et aux personnages de L’Assommoir), mais aussi entre autres de Louis Blanc, Jules Ferry, plus tard Aristide Briand et Bismarck ainsi que diverses personnalités contemporaines aujourd’hui plus ou moins oubliées. Rares sont alors les dessins qui, au-delà de la grivoiserie et de la satire, évoquent la condition misérable des prostituées à une époque bien loin d’être « Belle » pour tout le monde.
Le symbole de la Desfoux — associé au proxénétisme et à la délinquance, voire plus généralement à la déchéance et à la corruption morale — reste vivace dans les représentations et arme encore la dérision bien après l’abandon du couvre-chef. Ainsi, le 23 mai 1909, de jeunes socialistes brandissent un mannequin figurant Aristide Briand (alors ministre de la Justice) coiffé d’une casquette à pont lors d’une manifestation commémorant la Commune de Paris. Et alors que les observateurs de la délinquance parisienne l’estiment depuis longtemps passée de mode chez les « gouapeurs », c’est malgré tout coiffé de la casquette à pont qu’une partie de la presse représente le personnage de l’Apache au cours des années 1900, donnant un second souffle tardif à cette icône déjà vieille d’un quart de siècle.

#### Curiosités
Des anecdotes insolites ont émaillé la brève histoire de la casquette à pont, en particulier :
- Guy de Maupassant, cédant à son tour à la même fascination que Verlaine pour le couvre-chef, avait pris l’habitude fantasque de se coiffer d’une casquette à pont lors de l’écriture de Bel-Ami, dans un souci d’identification à son personnage (il se faisait lui-même appeler « Bel-Ami » à cette époque). Cette casquette, parodie de celle de l’« Alphonse », était surmontée d’un poisson orné d’accroche-cœurs[26].

- Le caricaturiste Adolphe Willette rapporte avoir salué avec un groupe d’habitués du Chat noir, tous coiffés d’une casquette à pont, le roi d’Espagne Alphonse XII sortant de la gare du Nord lors d’une visite officielle à Paris, en septembre 1883. Ce monarque s’était rendu coupable à leurs yeux d’avoir accepté de la part de Guillaume II le grade de colonel dans un régiment de uhlans : « Nous aperçut-il ? Comprit-il ? Je pense que non, mais ce qu’il dut sûrement comprendre, tout le long de son calvaire, de la Gare aux Affaires étrangères où il s’enfouit enfin, ce fut la malédiction de tout Paris soulevé contre son insulteur et celui de la France »[27].

## Citations
- « Fragment de dialogue, à la sortie du bal Bullier : — Pourquoi donne-t-on à cette coiffure de soie le nom de casquette à pont ? — Parce qu’elle est l’apanage de la race aquatique. »  — Jacques Durand, « Menus propos », La Presse, 19 octobre 1880, p. 1

- « Mais les rires devinrent scandaleux, lorsqu’on vit Neptune vêtu d’une blouse, coiffé d’une haute casquette ballonnée, des accroche-cœurs collés aux tempes, traînant ses pantoufles et disant d’une voix grasse : « De quoi ! quand on est bel homme, faut bien se laisser aimer ! » Il y eut quelques oh ! oh ! tandis que les dames haussaient un peu leurs éventails. »  — Émile Zola, Nana, G. Charpentier, 1880, p. 23

- « On le voit : c’est toujours sur les femmes que compte Ferry pour rétablir sa fortune ébranlée. Ce ministre est décidément à trois ponts et, s’il lui restait des cheveux, nous sommes convaincus qu’il s’en ferait des rouflaquettes. »  — « Entre eux », Mémorial de la Loire et de la Haute-Loire, 12 novembre 1884, p. 1

- « La loi de 1885 ordonne, on le sait, que, sauf exception, le condamné subisse la dernière peine qui l’a frappée, avant d’être envoyé dans la colonie de relégation. [...] Il s’agissait de débarrasser le pays, les grandes villes en particulier, des criminels ou plutôt des délinquants de profession, des individus enrégimentés sans esprit de retour, dans les rangs de ces bataillons trop nombreux, dont la casquette à trois ponts est le signe de ralliement. »  — Alexandre Millerand, « Relégables », Le Petit Troyen, 29 août 1887, p. 1

- « C’est enlinceulé dans une longue blouse bleue de laitier, une Desfoux enfoncée jusqu’aux oreilles sur les guiches en rouflaquettes, les pieds ballant dans des espadrilles, que surgit, à l’heure trouble des crépuscules, l’anonyme et hideux homme des berges. »  — Jean Lorrain (sous le pseudonyme Raitif de la Bretonne), « L’homme des berges », L’Écho de Paris, 25 juillet 1891, p. 1

- « Une seule chose m’étonne, c’est que tout mâle ne vienne pas au monde avec une casquette à trois ponts. »  — Marie Huot, propos rapporté par Le Grelot, 9 octobre 1892, p. 2

- « Apaches ou Pardessus mastic, ces diverses sociétés recrutent la plupart de leurs membres dans une honorable corporation qui avait, naguère encore, pour insigne principal, la casquette à trois ponts Elle a pensé, dans ces derniers temps, que cet uniforme avait plus d’inconvénients que d’avantages, de sorte qu’elle s’habille et se coiffe aujourd’hui comme tout le monde. »  — A. Claveau, « Les Apaches de Paris », Le Soleil, 12 juillet 1900, p. 1

## Galerie

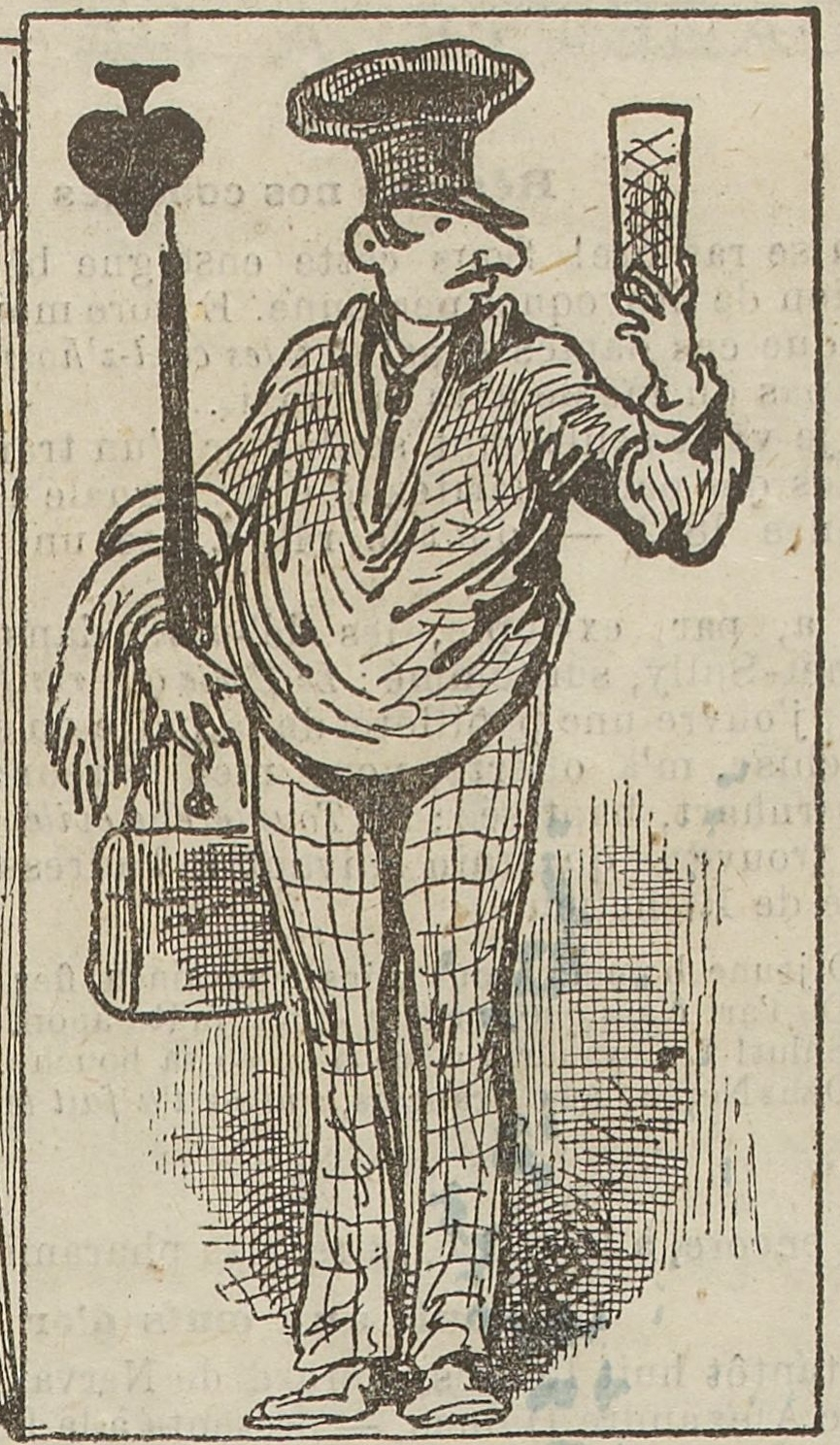
Marlou dessiné par Paul Hadol (1873)
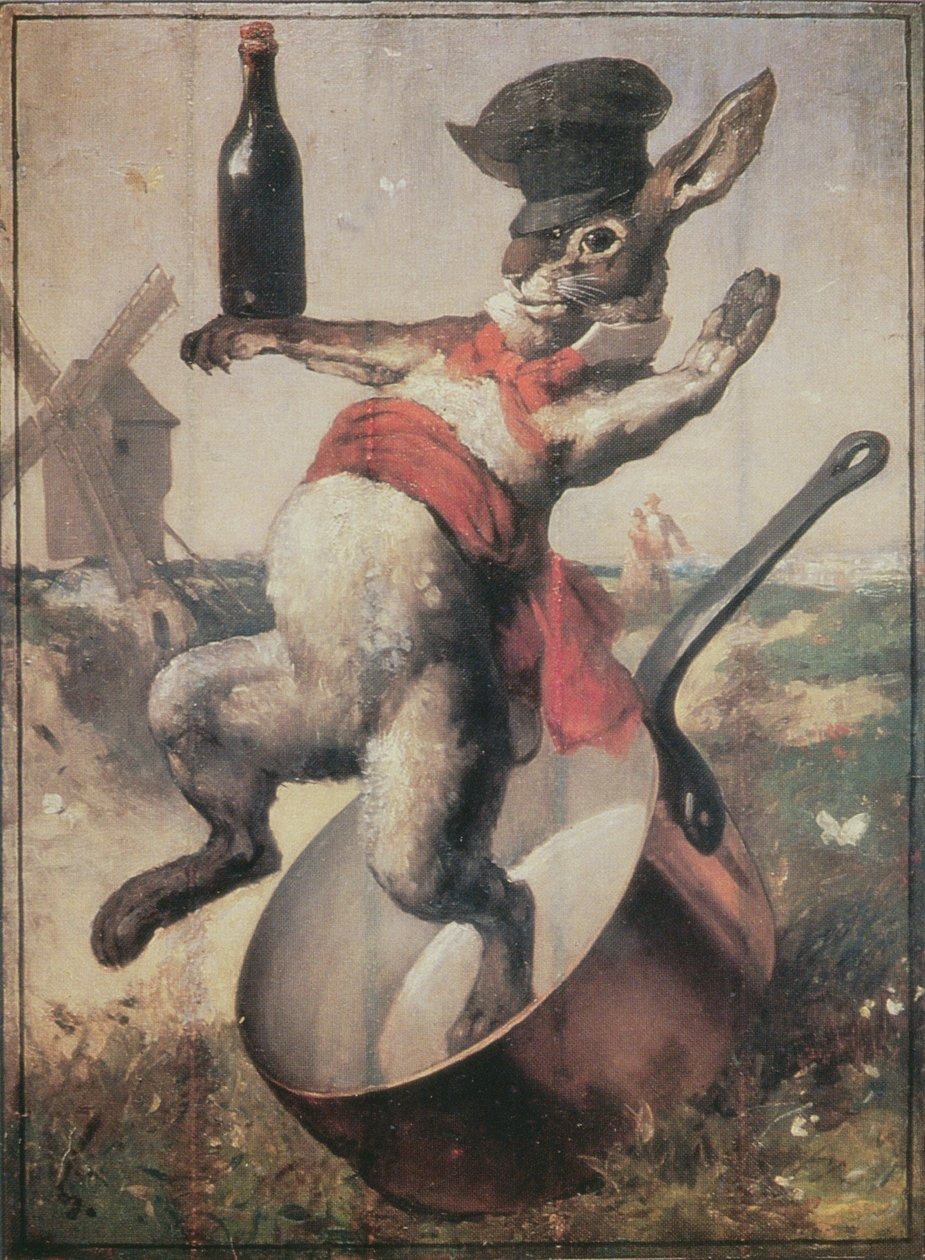
Enseigne du Lapin Agile, par André Gill (1875)
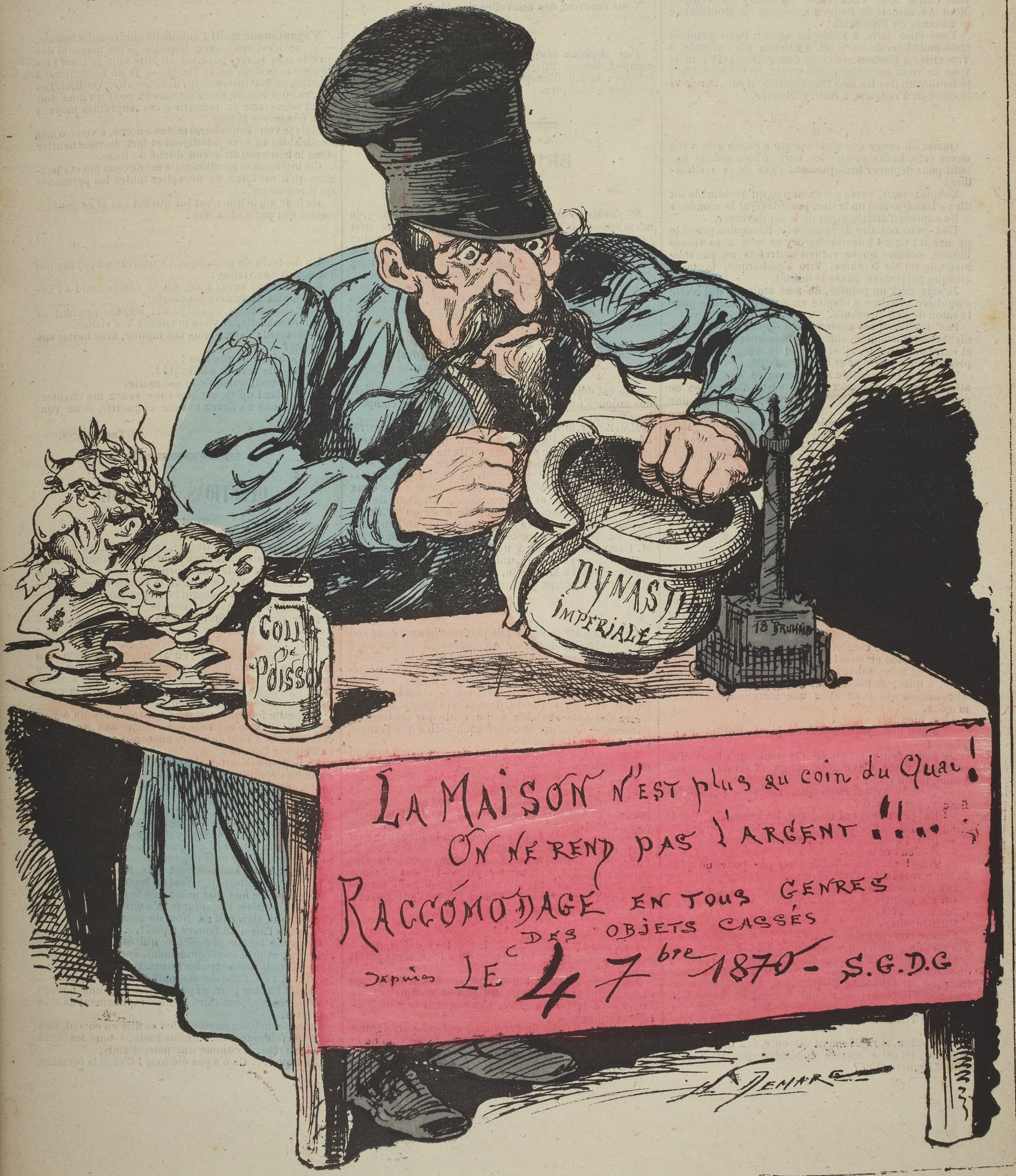
Napoléon III, par Henri Demare (1880)
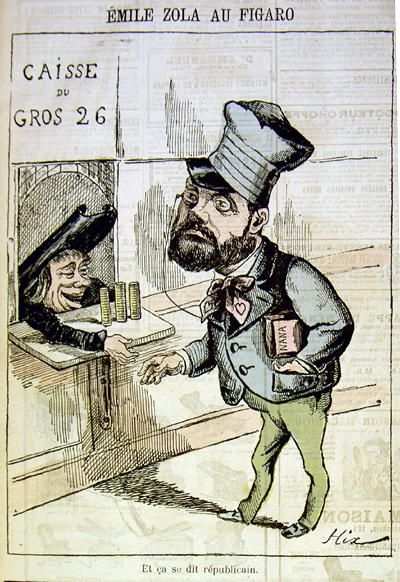
Zola au Figaro, par Hix (1881)
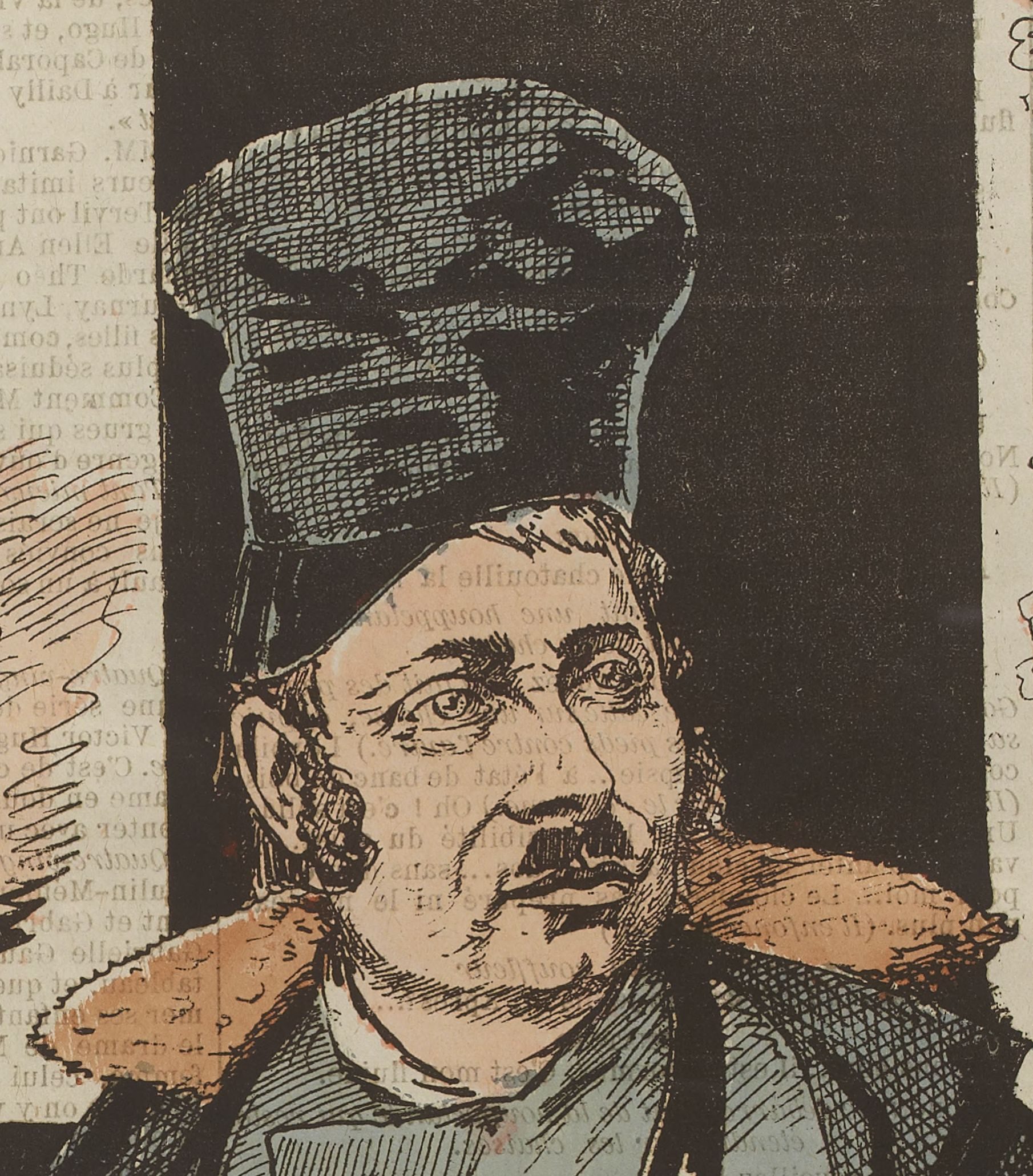
Louis Péricaud, par Émile Cohl (1882)
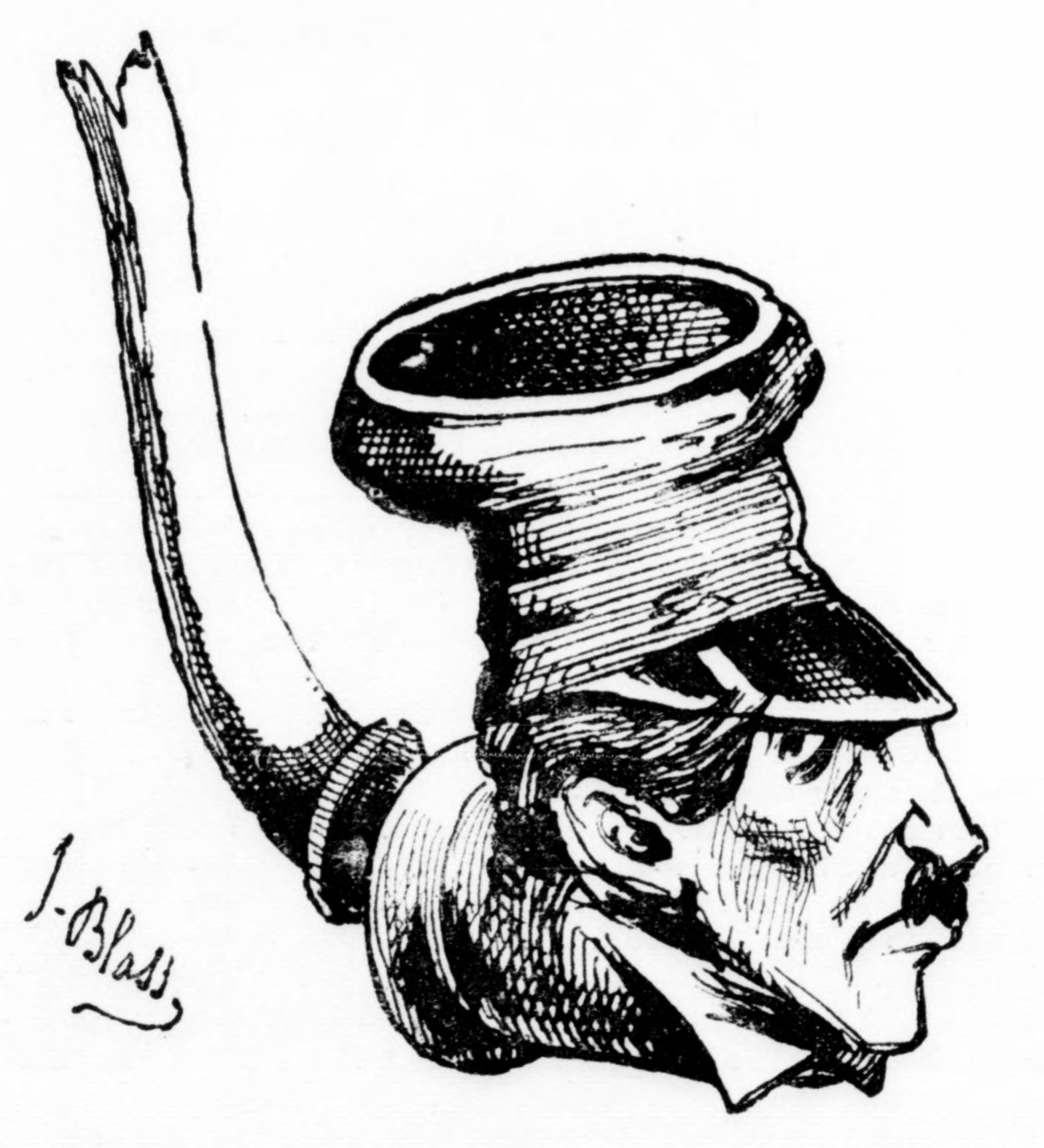
Pipe « à trois ponts », par J. Blass (1880)
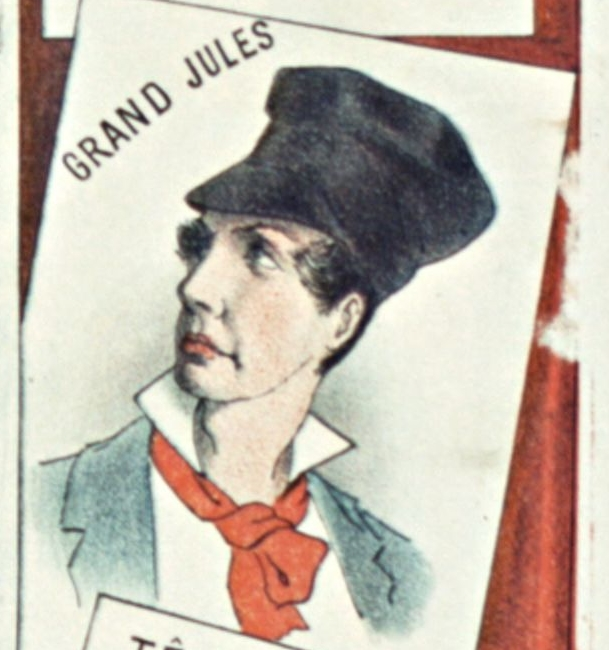
Détail d’une affiche de mélodrame (1882)
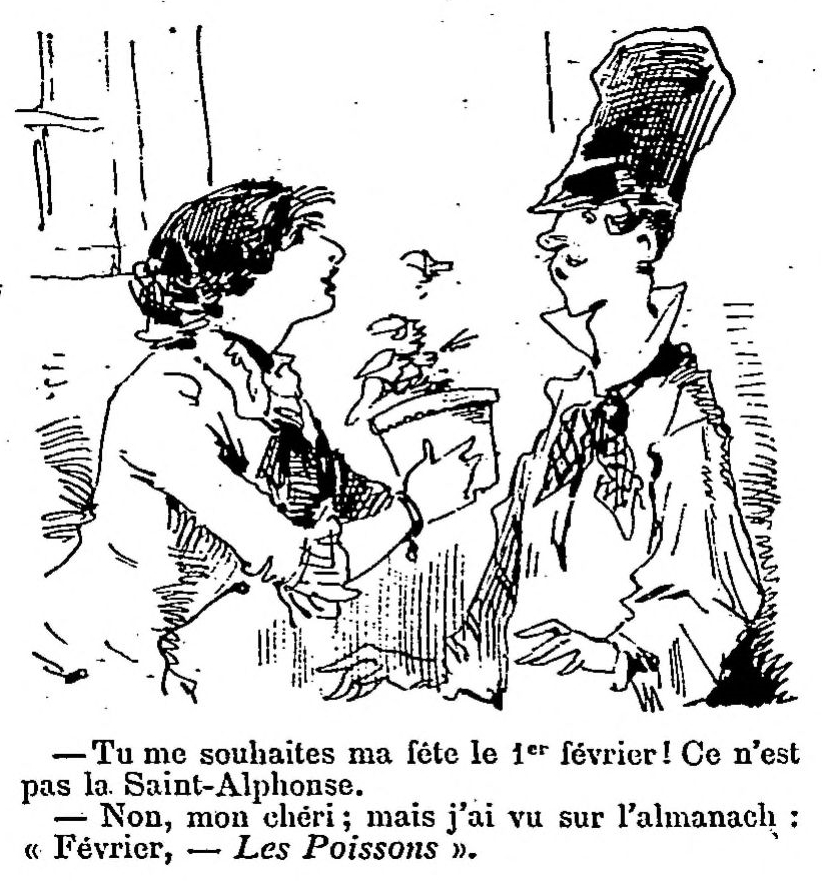
Dessin de Trock (1883)
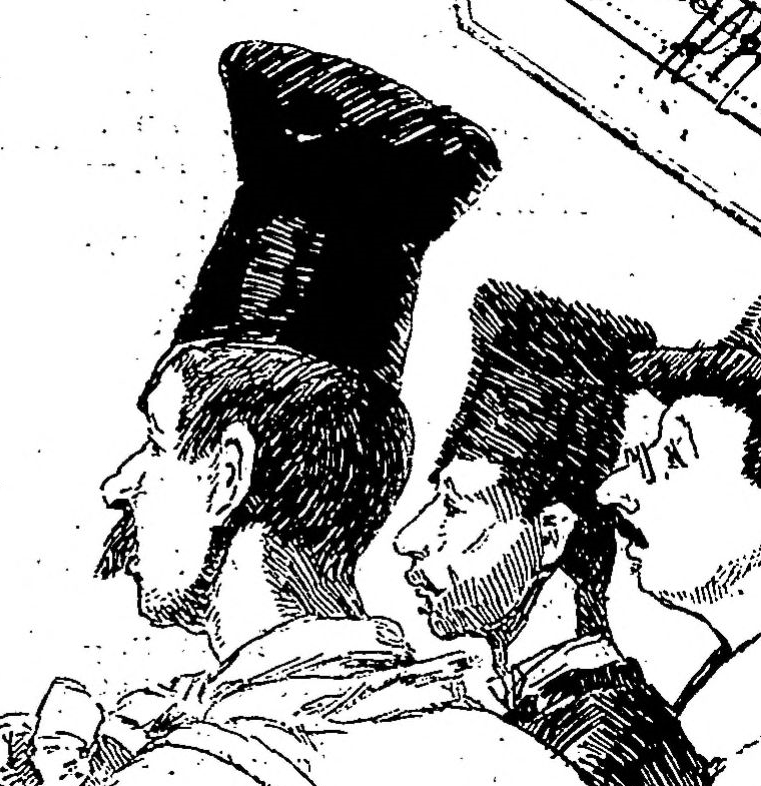
Détail d’un dessin de Caran d’Ache (1884)
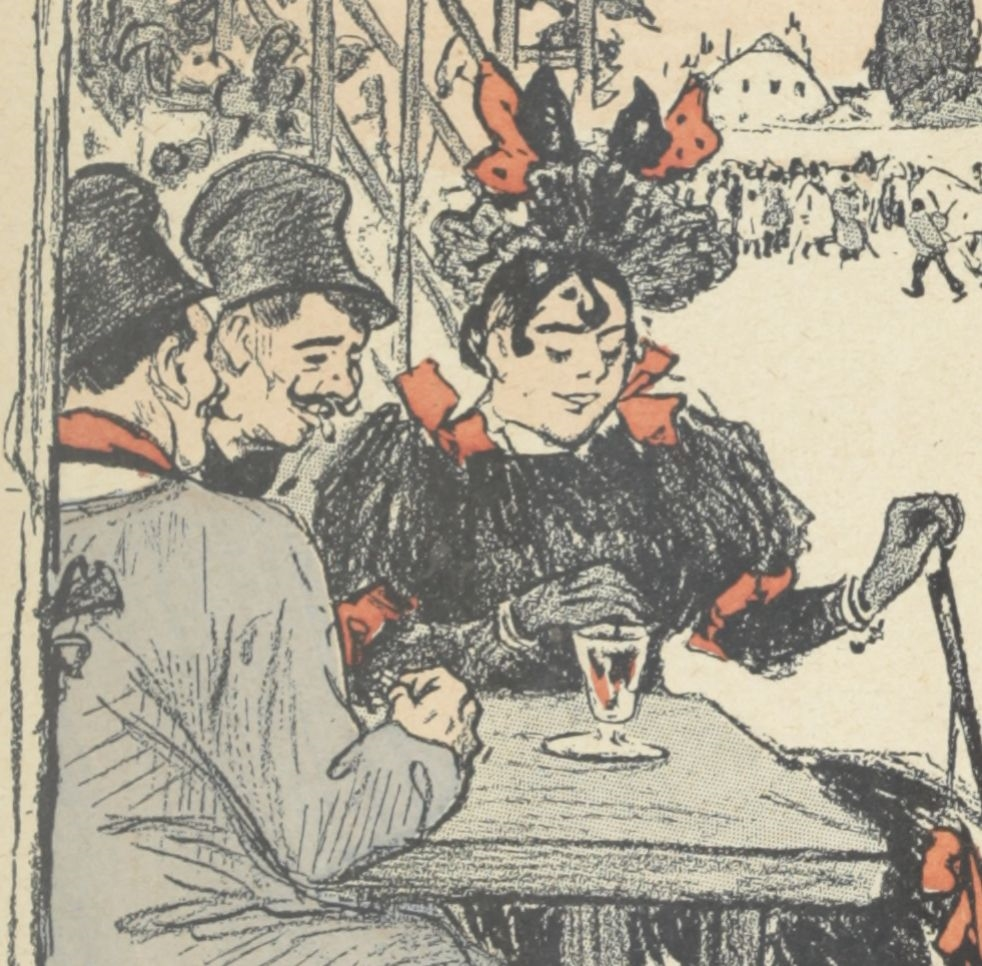
Filles et marlous, par Steinlen, détail (1901)
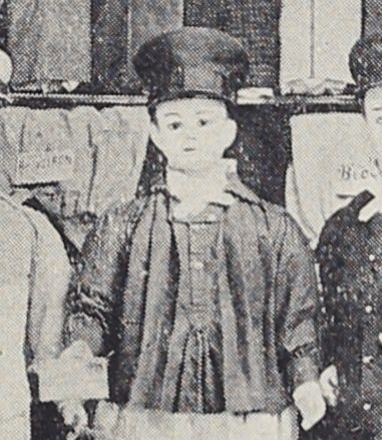
Mannequin avec une Desfoux (vers 1890)
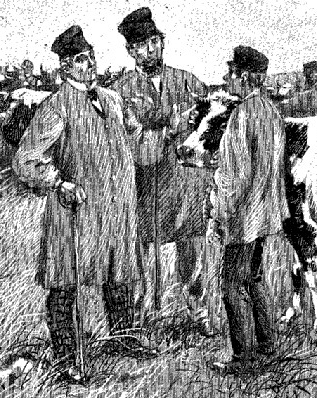
Maquignons (1894)